# Titta Ruffo
Titta Ruffo (9 iunie 1877 – 5 iulie 1953), născut ca Ruffo Titta Cafiero, a fost un mare cântăreț de operă italian care a avut o carieră internațională majoră. Cunoscut ca „Voce del leone” („vocea leului”), el a fost foarte admirat, chiar și de către baritonii rivali precum Giuseppe De Luca, care a spus despre Ruffo: „A lui nu era o voce, era un miracol” (deși cea de-a doua parte a concluziei lui De Luca este mai rar publicată „...pe care el [Ruffo] îl striga departe...”), și Victor Maurel, interpretul lui Iago și Falstaff din operele lui Verdi. Maurel a spus că notele din registrul superior al lui Ruffo au fost cele mai glorioase sunete de bariton pe care le-a auzit vreodată (vezi Pleasants, citat mai jos). Într-adevăr, Walter Legge, proeminentul producător de discuri de muzică clasică, a mers atât de departe încât l-a numit pe Ruffo „un geniu”.

## Cariera
Născut Ruffo Titta în Pisa (el a inversat prenumele și numele de familie în interpretările de pe scenă), Ruffo a fost fiul unui inginer. A studiat canto cu mai mulți profesori. În Musical America din 27 decembrie 1913, Ruffo a scris următoarele: „Având în vedere faptul că numeroși profesori de voce s-au străduit să-și revendice meritul de a-mi fi fost „profesori” doresc să afirm cu tărie că fratele meu Ettore este unul dintre cei care au un astfel de merit. Am studiat patru luni la Conservatorul Santa Cecilia din Roma sub Signor Persichini și s-a spus că nu aveam nici voce, nici talent muzical. După aceea am primit lecții de la Signor Sparapani timp de două luni și de la Signor Casini timp de patru luni, dar cum acest lucru nu era o școlarizare suficientă pentru o carieră în operă m-am plasat sub tutela fratelui meu. Am rămas elevul lui credincios timp de șase ani și sunt dovada vie a metodei sale științifice de modelare a vocii. Toți cei care susțin că mi-au fost „profesori” și, prin urmare, responsabili pentru succesul meu își arogă prerogative false și mincinoase”.
Ruffo și-a făcut debutul în operă în 1898, la Teatro Costanzi din Roma ca Herald în opera Lohengrin a lui Wagner. După un început lent, cariera lui a luat avânt la începutul anilor 1900 și a realizat rapid un renume internațional datorită puterii vocii și ardorii de a cânta.

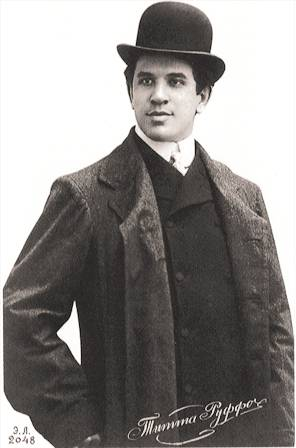
Titta Ruffo la începutul carierei sale

Alte debuturi majore au avut loc în următoarele locuri și ani: Buenos Aires (1902), Londra (1903), Milano (1904), Lisabona (1907), Paris Opéra (1911) și São Paulo [Teatro Municipal] (1911). Ruffo și-a făcut debutul american în Philadelphia în anul 1912 și a cântat mult în Chicago. A ajuns la Metropolitan Opera din New York relativ târziu, în 1922, ca Figaro din Bărbierul din Sevilla, deoarece a fost înrolat în Armata Italiană în timpul Primului Război Mondial. El va realiza un total de 46 de spectacole la Met din 1922 până  în 1929.

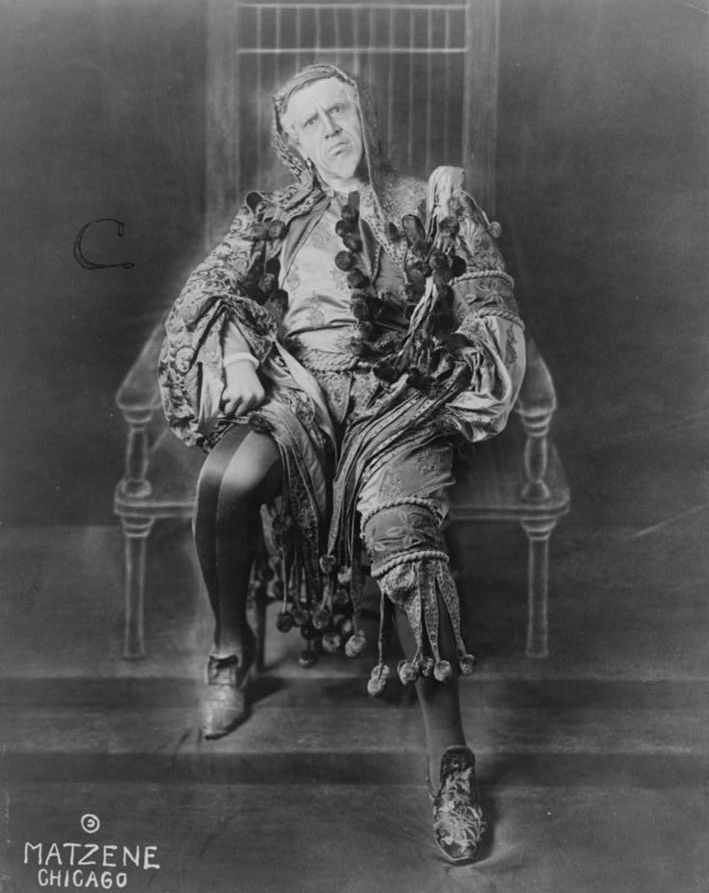
Ruffo ca Rigoletto

Repertoriul lui Ruffo a inclus majoritatea rolurilor de bariton din opera franceză și italiană, printre care Rigoletto, Di Luna, Amonasro, Germont, Tonio, Figaro al lui Rossini, Valentin, Iago, Carlo (în Ernani și La forza del destino), Nabucco, Vasco, Don Giovanni, Barnaba, Scarpia, Marcello și Renato în Un ballo in maschera. El a fost, de asemenea, renumit pentru interpretările sale ale mai multor părți de bariton în opere care sunt în mare măsură uitate astăzi precum rolurile titulare din Hamlet de Ambroise Thomas și Cristoforo Colombo de Franchetti, plus Cascart în Zazà de Leoncavallo și Neri în La cena delle beffe de Giordano.

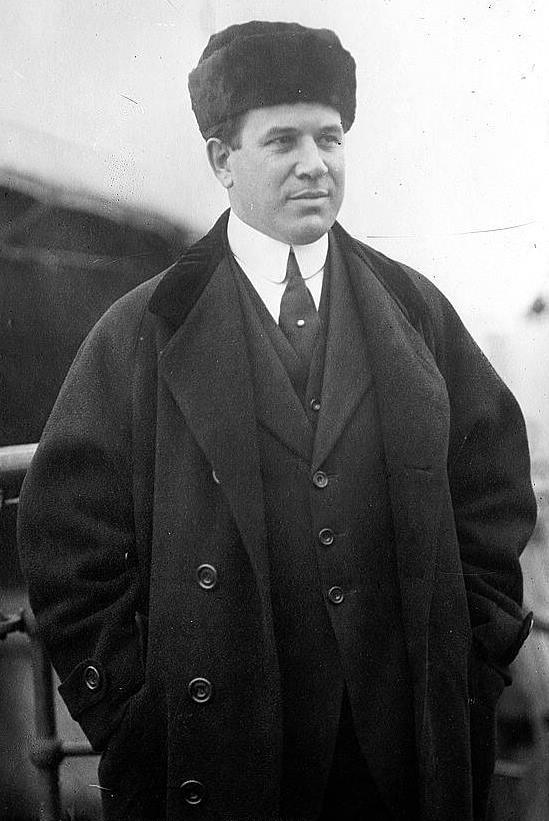
Titta Ruffo, circa 1910-1915

El s-a retras în 1931, locuind mai mulți ani în exil în Elveția și la Paris. El a scris o autobiografie, La mia parabola, care a fost tradusă în limba engleză în 1995, ca My Parabola. În 1937 s-a întors în Italia, unde a fost ulterior arestat de către autorități pentru că s-a opus regimului fascist și că avea convingeri socialiste. Sora lui a fost căsătorită cu Giacomo Matteotti, care a fost asasinat de fasciști, ceea ce l-a determinat pe Titta Ruffo să jure că nu va mai cânta niciodată în Italia.
Titta Ruffo a murit în 1953 la Florența, din cauza unei boli de inimă, în vârstă de 76 de ani.